# オオコシオリエビ
オオコシオリエビ（大腰折海老、学名：Cervimunida princeps）は、節足動物門甲殻亜門軟甲綱十脚目異尾下目チュウコシオリエビ科の動物。

## 特徴
磯や珊瑚礁に生息するコシオリエビ上科の動物が1センチメートル内外なのに対し、本種は体長は5センチメートル内外に達する大型のコシオリエビで、長大な鋏と脚を持ち、鋏を含めると、体長20センチメートルに達する。脚は外面では6本に見える。
体の色は赤みがかったオレンジで触角は長く、見た目通りエビに似ており、静岡県などでは長い手脚から方言でクモエビと呼ばれているが、エビではなくヤドカリに近い動物である。

## 分布
東北以南の深度200メートル以深の深海に分布。
深海で長い鋏を駆使して有機物や小さな生物を捕食して生活している。

## 利用
底引き網などで漁獲され、水産上の価値はあまり高くないものの、その体の大きさと美味であることから食用に利用されている。
食感もエビに似ているが、市場に出回ることはあまりない。